# Condado de Boulder
El condado de Boulder (en inglés: Boulder County), fundado en 1861, es uno de los 64 condados del estado estadounidense de Colorado. En el año 2000 tenía una población de 291 288 habitantes con una densidad poblacional de 151 personas por km². La sede del condado es Boulder.

## Geografía

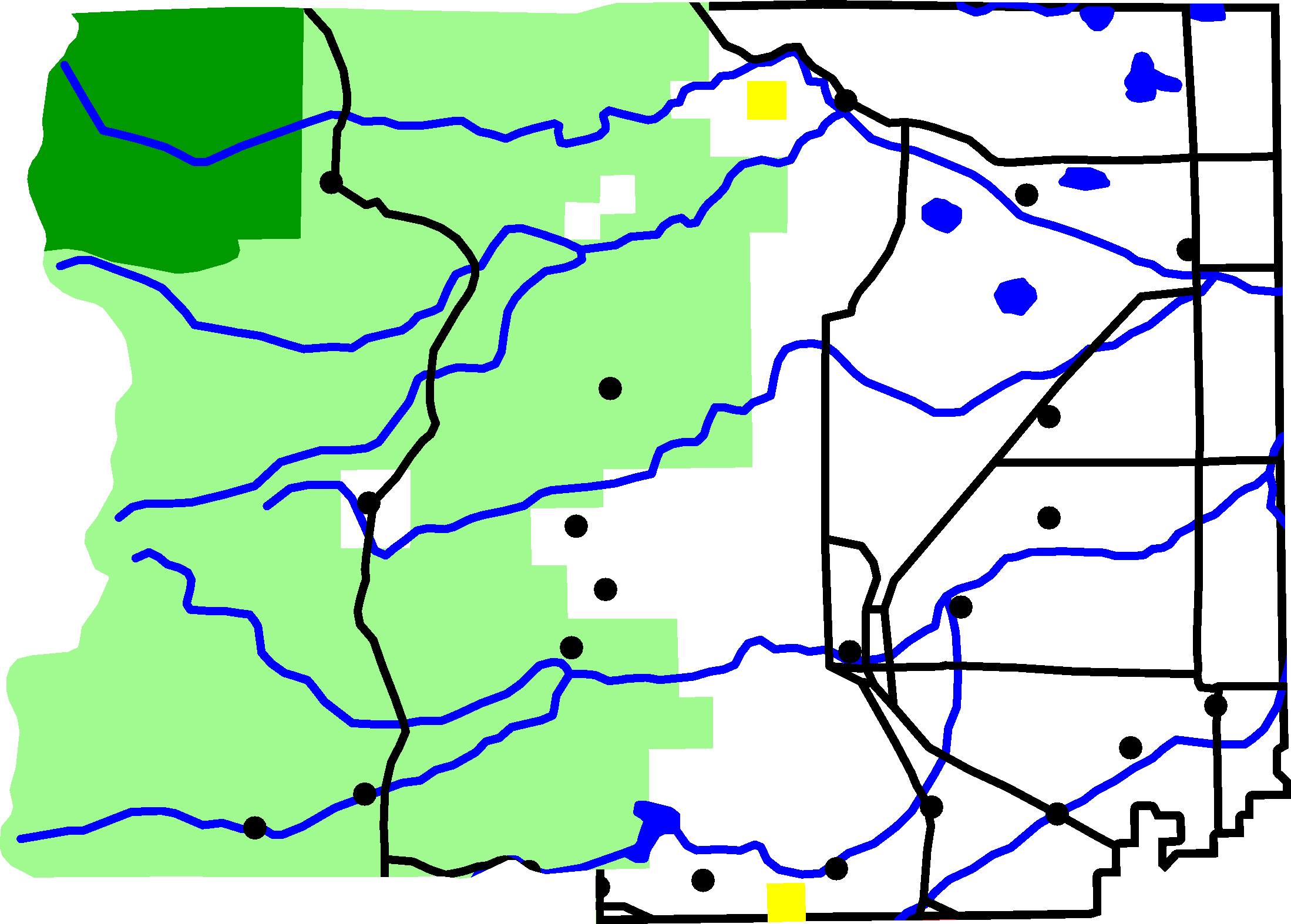
Mapa del condado de Boulder.

Según la Oficina del Censo, el condado tiene un área total de 1945 km² (751 mi²), de la cual 1922 km² (742,1 mi²) es tierra y 23 km² (8,9 mi²) (1.19%) es agua.

### Condados adyacentes
- Condado de Larimer - norte
- Condado de Weld - este
- Ciudad y Condado de Broomfield (Colorado) - sureste
- Condado de Jefferson - sur
- Condado de Gilpin - sur
- Condado de Grand - oeste

## Demografía
En el 2000 la renta per cápita promedia del condado era de $55 861, y el ingreso promedio para una familia era de $70 572. En 2000 los hombres tenían un ingreso per cápita de $48 047 versus $32 207 para las mujeres. El ingreso per cápita para el condado era de $28 976. Alrededor del 9.50% de la población estaba bajo el umbral de pobreza nacional.

## Comunidades

### Incorporadas
- Boulder
- Erie (parte en el condado de Weld)
- Jamestown
- Lafayette
- Longmont (parte en el condado de Weld)
- Louisville
- Lyons
- Nederland
- Superior (parte en el condado de Jefferson)
- Ward

### No incorporadas
- Allenspark (lugar designado por el censo no incorporado)
- Caribou (despoblado no incorporado)
- Coal Creek (lugar designado por el censo no incorporado, localmente conocido como Coal Creek Canyon, también con parte en el condado de Gilpin y condado de Jefferson)
- Eldora (lugar designado por el censo no incorporado)
- Eldorado Springs (lugar designado por el censo no incorporado)
- Gold Hill (lugar designado por el censo no incorporado)
- Gunbarrel (lugar designado por el censo no incorporado)
- Hygiene
- Niwot (lugar designado por el censo no incorporado)